# Chitose (1938)
El Chitose (千歳 millar de años?) fue un buque de guerra que sirvió en la Armada Imperial Japonesa durante la Segunda Guerra Mundial. Daba nombre a su clase, la clase Chitose, compuesta también por el Chiyoda. Fue originalmente un portahidroaviones, configuración con la que sirvió la mayor parte de su carrera, para ser posteriormente convertido en portaaviones.

## Historia

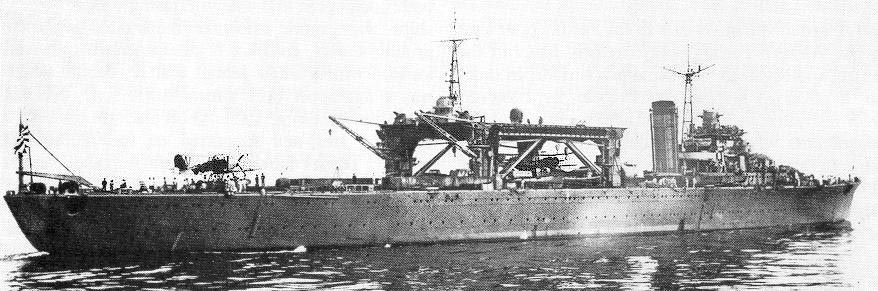
El Chitose como portahidroaviones, antes de su conversión en portaaviones.

Tras su entrada en servicio en 1938, se le asignó una dotación de hidroaviones biplanos Kawanishi E7K Tipo 94 "Alf", y Nakajima E8N Tipo 95 "Dave". Formó parte de numerosas acciones navales, como la batalla de Midway, aunque en ella no entró en combate. Resultó gravemente dañado frente a Dávao, en las Filipinas, el 4 de enero de 1942, y resultó nuevamente dañado el agosto siguiente, en las Salomón Orientales.
Tras su conversión en los astilleros de Sasebo a lo largo de 1943, el portaaviones resultó hundido en la batalla de cabo Engaño el 25 de octubre de 1944, sacrificado mientras era parte de la flota-cebo del almirante Jisaburo Ozawa, contando con un grupo aéreo reducido que apenas retrasó su destino.
Provenientes del Essex, aviones torpederos lo alcanzaron a las 0835, provocando inundaciones en las calderas 2 y 4, un fallo de timón y una escora de 27 grados. A las 0855 se había conseguido reducir a 20 grados, pero la sala de máquinas de estribor se inundó, reduciendo la velocidad a 14 nudos. Media hora después le siguió la de babor, quedando el Chitose inmóvil en el agua con una escora de 30 grados. A las 0937, en la posición 19°20′N 126°20′E / 19.333, 126.333, zozobró, con su tripulación de 903 hombres. El crucero Isuzu rescató a 480 hombres, mientras que el destructor Shimotsuki hizo lo propio con otros 121.